# Le Christ ressuscité
Le Christ ressuscité est une gravure sur cuivre au burin de l'artiste de la Renaissance vénitienne Jacopo de' Barbari datant d'environ 1503-1504.

## Histoire
Jacopo de' Barbari rencontre Albrecht Dürer à Nuremberg vers 1500. Les deux artistes se sont influencés mutuellement, pour ce qui est notamment de la représentation de l'anatomie et de ses proportions.
Le Christ ressuscité de Barbari, à la datation disputée entre 1498 environ et 1509, doit être placé avant La Résurrection de la Grande Passion de Dürer de 1510.

## Analyse
Jacopo de' Barbari y montre sa fidélité à Andrea Mantegna et à sa gravure Le Christ ressuscité entre saint André et Longin en y reprenant le léger contrapposto du Christ, son drapé à l'antique en mouvement et son anatomie sculpturale. Il offre ici un point d'équilibre, entre puissance et grâce, sous un éclairage soigné qui laisse la partie gauche de la composition dans une semi-obscurité.